# Корніца (Естонія)
Корніца (ест. Kornitsa) — село в Естонії, входить до складу волості Вастселійна, повіту Вирумаа.